# Chad Bradford
Pour les articles homonymes, voir Bradford (homonymie).
Chadwick Lee « Chad » Bradford, né le 14 septembre 1974 à Byram (Mississippi) est un ancien lanceur de relève américain de ligue majeure. Il est connu pour son lancer sous-marin, un lancer peu conventionnel, et pour la lenteur de sa balle la plus rapide (pas plus de 85 miles/heure) qui lui vaut une attention particulière de Michael Lewis dans son ouvrage Moneyball.

## Jeunesse
Bradford naît à Byram dans le Mississippi. Son père est victime d'une crise cardiaque qui le laisse en partie paralysé, ne lui permettant que de lancer sous l'épaule en jouant au baseball avec son fils. Michael Lewis estime dans son ouvrage Moneyball que c'est le souvenir de la technique particulière de lancer de son père qui inspire Chad à développer le lancer sous-marin. 
D'après Moneyball, Bradford étudie à la Central Hinds Academy in Raymond. Le baseball-cube diffère, citant la Byram High School comme lycée pour le jeune joueur. À l'inverse de nombreux joueurs qui évoluèrent ensuite en Ligue majeure de baseball, Bradford ne faisait pas montre de qualités athlétiques hors du commun pendant ses études au lycée. Son entraineur lui suggère de lancer "sur le côté" (sidearm) après avoir reçu quelques conseils d'un joueur professionnel. Cette technique lui réussit et lui permet d'intégrer les équipes du Hinds Community College puis de l'université du Southern Mississippi. 

## Carrière professionnelle
Il est recruté par les White Sox de Chicago en 1994, mais reste à l'université jusqu'en 1996. Les White Sox sont la seule franchise qui le scrute pendant cette période et le sélectionnent à nouveau en 1996 au 13e tour de la draft. Il fait ses débuts en Ligue majeure en 1998 à l'âge de 23 ans. 
En 1999, il évolue principalement en Triple A avec les Knights de Charlotte. Il est appelé en Ligue américaine en septembre 2000 et lance en Division de Série américaine. Il est ensuite échange à l'inter-saison aux Athletics d'Oakland pour Miguel Olivo. 
De 2001 à 2004, il est releveur pour les Athletics. Sa moyenne de points mérités (ERA) oscille autour de 3,00, un bon score à ce niveau de compétition. 
Il est à nouveau échangé en 2005 aux Red Sox de Boston pour Jay Payton. De retour sur les terrains après le All-Star Break et une intervention chirurgicale au dos, il lance 3,84 en 23 manches 1/3 pour les Red Sox. 
Il devient agent libre fin 2005 et signe un contrat avec les Mets de New York où il retrouve Rick Peterson, son entraineur des Athletics d'Oakland. Il connait une bonne saison en 2006, postant un ERA de 2,90 en 70 rencontres. Il signe un contrat de 10,5 millions de dollars avec les Orioles de Baltimore à la fin de l'année. 
Le 31 mai 2008, c'est face à lui que Manny Ramírez frappe son 500e home-run en carrière. En août, il est échangé aux Rays de Tampa Bay. Il lance deux manches pendant les Séries mondiales, n'accordant qu'un hit pour Tampa. 
En 2009, il connait de nombreux soucis de santé et multiplie les aller-retours sur la disabled-list, lançant peu pour Tampa Bay. Il confie au St. Petersburg Times qu'il songe à la retraite et, ne recevant pas d'intérêts de clubs ni des médias, retourne entraîner dans le Mississippi. 
Parmi ses performances notables : il n'accorde qu'un point en 24 matchs de play-off de Ligue majeure, postant un ERA de 0,39; et n'accorde que 28 home-runs face à 1500 frappeurs adverses.

## Statistiques
| Saison | Équipe    | G   | GS | CG | SHO | V  | D  | SV | IP    | SO  | ERA   |
| ------ | --------- | --- | -- | -- | --- | -- | -- | -- | ----- | --- | ----- |
| 1998   | CHW       | 29  | 0  | 0  | 0   | 2  | 1  | 1  | 30.2  | 11  | 3,23  |
| 1999   | CHW       | 3   | 0  | 0  | 0   | 0  | 0  | 0  | 3.2   | 0   | 19,64 |
| 2000   | CHW       | 12  | 0  | 0  | 0   | 1  | 0  | 0  | 13.2  | 9   | 1,98  |
| 2001   | OAK       | 35  | 0  | 0  | 0   | 2  | 1  | 1  | 36.2  | 34  | 2,70  |
| 2002   | OAK       | 75  | 0  | 0  | 0   | 4  | 2  | 2  | 75.1  | 56  | 3,11  |
| 2003   | OAK       | 72  | 0  | 0  | 0   | 7  | 4  | 2  | 77.0  | 62  | 3,04  |
| 2004   | OAK       | 68  | 0  | 0  | 0   | 5  | 7  | 1  | 59.0  | 34  | 4,42  |
| 2005   | BOS       | 31  | 0  | 0  | 0   | 2  | 1  | 0  | 23.1  | 10  | 3,86  |
| 2006   | NYM       | 70  | 0  | 0  | 0   | 4  | 2  | 2  | 62.0  | 45  | 2,90  |
| 2007   | BAL       | 78  | 0  | 0  | 0   | 4  | 7  | 2  | 64.2  | 29  | 3,34  |
| 2008   | BAL / TBR | 68  | 0  | 0  | 0   | 4  | 3  | 0  | 59.1  | 17  | 2,12  |
| Totaux | Totaux    | 123 | 0  | 0  | 0   | 36 | 28 | 11 | 515.2 | 313 | 3,26  |